# The Settlers : L'Héritage des Rois
The Settlers : L'Héritage des Rois (sorti originellement en allemand sous le nom Die Siedler: Das Erbe der Könige) est un jeu vidéo de gestion et de stratégie en temps réel développé par Blue Byte Software et sorti en 2005 sur PC. Il fait partie de la série The Settlers, dont il est considéré comme le cinquième opus.
En mars 2005 sort une première extension : The Settlers: Heritage of Kings – Expansion Disc qui apporte un éditeur de niveaux, de nouvelles cartes solo, de nouveaux héros et de nouvelles structures. Une seconde extension, The Settlers: Heritage of Kings – Legends Expansion Disc sort en septembre 2005. Elle apporte quatre nouvelles campagnes et dix nouvelles cartes multijoueur.

## Système de jeu
Le jeu reprend les principes de ses prédécesseurs. L’objectif est de conquérir un territoire et de vaincre ses ennemis tout en gérant le développement économique de sa population.

## Accueil
| The Settlers : L'Héritage des Rois |      |       |
| Média                              | Pays | Notes |
| Canard PC                          | FR   | 6/10  |
| Computer Gaming World              | US   | 1.5/5 |
| GameSpot                           | US   | 64 %  |
| Jeuxvideo.com                      | FR   | 12/20 |
| Joystick                           | FR   | 7/10  |